# Пам'ятки історії Чугуївського району
У Чугуївському районі Харківської області на обліку перебуває 34 пам'ятки історії.
| № п/п | Охоронний номер пам'ятки | Місце знаходження, (адреса) пам'ятки          | Найменування пам'ятки                                                                                    | Автор, дослідник пам'ятки. Дата відкриття | Матеріал, з якого виготовлений пам'ятник. Основні розміри                                      | Категорія охорони пам'ятки | Номер і дата рішення державних органів про взяття пам'ятки під охорону | Охоронна зона                                                  |
| ----- | ------------------------ | --------------------------------------------- | --- | ----------------------------------------- | ---------------------------------------------------------------------------------------------- | -------------------------- | ---------------------------------------------------------------------- | -------------------------------------------------------------- |
| 1.    | 1458                     | с. Базаліївка Базаліївської с/р               | Братська могила радянських воїнів. Поховано 35 воїнів. 1943 р.                                           | Харківська скульптурна фабрика 1953 р.    | Скульптура — 2,5 м, з/б Постамент — 2,7 м, цегла, цемент                                       | Місцева                    | № 61 від 25.01.72 р.                                                   | 25 м (Наказ управління культури і туризму від 10.09.09. № 234) |
| 2.    | 1459                     | смт Введенка Введенської сел/р                | Братська могила радянських воїнів. Поховано 203 воїни. 1943 р.                                           | Харківська скульптурна фабрика 1963 р.    | Скульптура — 3,0 м, з/б Постамент — 2,8 м, цегла, цемент                                       | -<<-                       | -<<-                                                                   | 25 м (Наказ управління культури і туризму від 10.09.09. № 234) |
| 3.    | 1460                     | с. Велика Бабка Великобабчанської с/р         | Братська могила радянських воїнів. Поховано 423 воїни. 1943 р.                                           | Харківська скульптурна фабрика 1965 р.    | Скульптура — 3,0 м, з/б Постамент — 2,0 м, цегла, цемент                                       | -<<-                       | -<<-                                                                   | 25 м (Наказ управління культури і туризму від 10.09.09. № 234) |
| 4.    | 1502                     | -<<-                                          | Пам'ятник В. І. Леніну                                                                                   | Харківська скульптурна фабрика 1955 р.    | Скульптура — 3,0 м, з/б Постамент — 2,0х2,0х2,0 м, цегла, цемент                               | -<<-                       | -<<-                                                                   |                                                                |
| 5.    | 1461                     | с. Волохів Яр Волохово-Ярської с/р            | Братська могила радянських воїнів. Похований 21 воїн. 1943 р.                                            | Харківська скульптурна фабрика 1965 р.    | Скульптура — 3,0 м, з/б Постамент — 3,5 м, цегла, цемент                                       | -<<-                       | -<<-                                                                   | 25 м (Наказ управління культури і туризму від 10.09.09. № 234) |
| 6.    | 1974                     | -<<-                                          | Пам'ятник воїнам-односельцям. 1941—1945 рр.                                                              | Харківська скульптурна фабрика 1965 р.    | Скульптура — 2,5 м, з/б Постамент — 3,0 м, цегла, цемент                                       | -<<-                       | № 196 від 16.04.84 р.                                                  |                                                                |
| 7.    | 1464                     | с. Гракове Граківської с/р                    | Братська могила радянських воїнів. Поховано 69 воїнів. 1943 р.                                           | Харківська скульптурна фабрика 1967 р.    | Скульптура — 2,5 м, з/б Постамент — 2,5 м, цегла, цемент                                       | Місцева                    | № 61 від 25.01.72 р.                                                   | 25 м (Наказ управління культури і туризму від 10.09.09. № 234) |
| 8.    | 1503                     | -<<-                                          | Пам'ятник В. І. Леніну                                                                                   | Харківська скульптурна фабрика 1946 р.    | Бюст — 1,0 м, з/бПостамент — 2,2х1,0х1,0 м, цегла, цемент                                      | -<<-                       | -<<-                                                                   |                                                                |
| 9.    | 1465                     | смт Есхар Есхарівської сел/р                  | Братська могила радянських воїнів. Поховано 141 воїна. 1943 р.                                           | Харківська скульптурна фабрика 1957 р.    | Скульптура — 3,0 м, з/б Постамент — 3,0 м, цегла, цемент                                       | Місцева                    | № 61 від 25.01.72 р.                                                   | 25 м (Наказ управління культури і туризму від 10.09.09. № 234) |
| 10.   | 1504                     | смт Есхар Есхарівської сел/р, біля ПК         | Пам'ятник В. І. Леніну                                                                                   | Харківська скульптурна фабрика 1948 р.    | Скульптура — 3,0 м, з/б Постамент — 3,0х2,0х2,0 м, цегла, цемент                               | -<<-                       | -<<-                                                                   |                                                                |
|       |                          |                                               | |                                           |                                                                                                |                            |                                                                        |                                                                |
| 12.   | 1466                     | с. Зарожне Зарожненської с/р                  | Братська могила радянських воїнів. Поховано 325 воїнів. 1943 р.                                          | Харківська скульптурна фабрика 1975 р.    | Скульптура — 2,5 м, мармурова кришка Постамент — 1,7 м, цегла, цемент                          | -<<-                       | -<<-                                                                   | 25 м (Наказ управління культури і туризму від 10.09.09. № 234) |
| 13.   | 1467                     | с. Зелений Колодязь, Введенської сел/р        | Братська могила радянських воїнів. Поховано 44 воїни. 1943 р.                                            | Харківська скульптурна фабрика 1968 р.    | Стела — 1,5х0,75х0,3 м цегла, цемент, мармур                                                   | -<<-                       | -<<-                                                                   | 25 м (Наказ управління культури і туризму від 10.09.09. № 234) |
| 14.   | 1468                     | с. Іванівка Іванівської с/р, біля клубу       | Братська могила радянських воїнів. Поховано 33 воїни. 1943 р.                                            | Харківська скульптурна фабрика 1947 р.    | Обеліск — 4,0 м, цегла, цемент                                                                 | -<<-                       | -<<-                                                                   | 25 м (Наказ управління культури і туризму від 10.09.09. № 234) |
| 15.   | 1469                     | -<<-                                          | Братська могила радянських воїнів. Поховано 7 воїнів. 1943 р.                                            | Харківська скульптурна фабрика 1967 р.    | Скульптура — 2,7 м, з/б Постамент — 2,4 м, цегла, цемент                                       | -<<-                       | -<<-                                                                   | 25 м (Наказ управління культури і туризму від 10.09.09. № 234) |
| 16.   | 1470                     | с. Кам'яна Яруга Кам'яноярузької с/р          | Братська могила радянських воїнів. Поховано 340 воїнів. 1943 р.                                          | Харківська скульптурна фабрика 1957 р.    | Скульптура — 2,7 м, з/б Постамент — 2,6 м, цегла, цемент                                       | -<<-                       | -<<-                                                                   | 25 м (Наказ управління культури і туризму від 10.09.09. № 234) |
|       |                          |                                               | |                                           |                                                                                                |                            |                                                                        |                                                                |
| 18.   | 1473                     | с. Коробочкине Коробочкинської с/р            | Братська могила радянських воїнів. Поховано 200 воїнів. 1943 р.                                          | Харківська скульптурна фабрика 1965 р.    | Скульптура — 3,0 м, з/б Постамент — 3,0 м, цегла, цемент                                       | -<<-                       | -<<-                                                                   | 25 м (Наказ управління культури і туризму від 10.09.09. № 234) |
| 19.   | 1474                     | смт Кочеток Кочетоцької сел/р                 | Братська могила радянських воїнів. Поховано 146 воїнів. 1943 р.                                          | Харківська скульптурна фабрика 1957 р.    | Скульптура — 3,0 м, з/б Постамент — 3,2 м, цегла, цемент                                       | -<<-                       | -<<-                                                                   | 25 м (Наказ управління культури і туризму від 10.09.09. № 234) |
| 20.   | 1493                     | -<<-, вул. Донецька, 9                        | Могила Грота М. Я., професора. 1899 р.                                                                   | 1899 р.                                   | Надгробок — 0,7х1,0х0,57 м, граніт                                                             | -<<-                       | -<<-                                                                   |                                                                |
| 21.   | 1475                     | с. Леб'яже Леб'язької с/р                     | Братська могила радянських воїнів. Поховано 127 воїнів. 1943 р.                                          | Харківська скульптурна фабрика 1969 р.    | Скульптура — 2,5 м, з/б Постамент — 3,0 м, цегла, цемент                                       | -<<-                       | № 61 від 25.01.72 р.                                                   | 25 м (Наказ управління культури і туризму від 10.09.09. № 234) |
| 22.   | 1476                     | смт Малинівка Малинівської сел/р              | Братська могила радянських воїнів. Похований 371 воїн. 1941 р., 1943 р.                                  | Харківська скульптурна фабрика 1957 р.    | Скульптура — 3,0 м, з/б Постамент — 2,0 м, цегла, цемент                                       | -<<-                       | -<<-                                                                   | 25 м (Наказ управління культури і туризму від 10.09.09. № 234) |
| 23.   |                          | смт Малинівка                                 | Пам'ятник Шевченку Т. Г.                                                                                 | 2001 р.                                   | мідна виколотка, граніт                                                                        | -<<-                       | Наказ УК ХОДА № 25 від 02.03.05 р.                                     |                                                                |
| 24.   | 1478                     | с. Мосьпанове Мосьпанівської с/р              | Братська могила радянських воїнів і пам'ятний знак воїнам-односельцям. Поховано 79 воїнів. 1943 р.       | Харківська скульптурна фабрика 1958 р.    | Скульптура — 3,5 м, з/б Постамент — 2,5 м, цегла, цемент. Стела — 1,5х3,0х0,2 м, цегла, цемент | Місцева                    | № 61 від 25.01.72 р.                                                   | 25 м (Наказ управління культури і туризму від 10.09.09. № 234) |
| 25.   | 1495                     | -<<-, на кладовищі                            | Могила Маслова Р. С., старшого лейтенанта. 1943 р.                                                       | Харківська скульптурна фабрика 1958 р.    | Обеліск — 1,4 м, цегла, цемент                                                                 | Місцева                    | № 61 від 25.01.72 р.                                                   |                                                                |
| 26.   | 1479                     | с. Нова Гнилиця Чкаловської сел/р, біля клубу | Братська могила радянських воїнів. Поховано 35 воїнів. 1943 р.                                           | Харківська скульптурна фабрика 1969 р.    | Скульптура — 2,5 м, з/б Постамент — 2,0 м, цегла, цемент                                       | -<<-                       | -<<-                                                                   | 25 м (Наказ управління культури і туризму від 10.09.09. № 234) |
| 27.   | 1480                     | смт Новопокровка Новопокровської сел/р        | Братська могила радянських воїнів. Поховано 149 воїнів. 1942 р., 1943 р.                                 | Харківська скульптурна фабрика 1957 р.    | Скульптура — 3,0 м, з/б Постамент — 3,0 м, цегла, цемент                                       | -<<-                       | -<<-                                                                   | 25 м (Наказ управління культури і туризму від 10.09.09. № 234) |
| 28.   | 1484                     | с. Піщане Великобабчанської с/р               | Братська могила радянських воїнів. Поховано 281 воїна. 1941 р., 1943 р.                                  | Харківська скульптурна фабрика 1975 р.    | Скульптура — 2,5 м, мармурова кришка Постамент — 1,8 м, цегла, цемент                          | -<<-                       | -<<-                                                                   | 25 м (Наказ управління культури і туризму від 10.09.09. № 234) |
| 29.   | 1496                     | -<<-                                          | Могила Галіщева В. С., першого голови колгоспу. 1931 р.                                                  | Харківська скульптурна фабрика 1981 р.    | Стела — 1,8х0,7х0,5 м, граніт                                                                  | -<<-                       | -<<-                                                                   |                                                                |
| 30.   | 1486                     | с. Стара Гнилиця Старогнилицької с/р          | Братська могила радянських воїнів. Поховано 273 воїни. 1941 р., 1943 р.                                  | Харківська скульптурна фабрика 1959 р.    | Скульптура — 3,0 м, з/б Постамент — 3,0 м, цегла, цемент                                       | -<<-                       | -<<-                                                                   | 25 м (Наказ управління культури і туризму від 10.09.09. № 234) |
| 31.   | 1437                     | с. Стара Покровка Старопокровської с/р        | Братська могила радянських воїнів. Поховано 141 воїна. 1943 р.                                           | Харківська скульптурна фабрика 1975 р.    | Скульптура — 2,5 м, з/б Постамент — 2,0 м, цегла, цемент                                       | -<<-                       | -<<-                                                                   | 25 м (Наказ управління культури і туризму від 10.09.09. № 234) |
| 32.   | 1438                     | с. Тернова Введенської сел/р                  | Братська могила радянських воїнів. Поховано 167 воїнів. 1943 р.                                          | Харківська скульптурна фабрика 1957 р.    | Скульптура — 2,5 м, з/б Постамент — 2,8 м, цегла, цемент                                       | -<<-                       | -<<-                                                                   | 25 м (Наказ управління культури і туризму від 10.09.09. № 234) |
| 33.   | 1490                     | смт Чкаловське Чкаловської сел/р              | Братська могила радянських воїнів. Поховано 162 воїни. 1943 р.                                           | Харківська скульптурна фабрика 1967 р.    | Скульптура — 2,7 м, з/б Постамент — 1,5 м, цегла, цемент                                       | -<<-                       | -<<-                                                                   | 25 м (Наказ управління культури і туризму від 10.09.09. № 234) |
| 34.   | 1491                     | с. Юрченкове Юрченківської с/р                | Братська могила борців за радянську владу і радянських воїнів. Поховано 53 особи. 1917—1920 рр., 1943 р. | Харківська скульптурна фабрика 1952 р.    | Скульптура — 2,5 м, з/б Постамент — 3,0 м, цегла, цемент                                       | -<<-                       | -<<-                                                                   | 25 м (Наказ управління культури і туризму від 10.09.09. № 234) |
|       |                          |                                               | |                                           |                                                                                                |                            |                                                                        |                                                                |